# Weltervikt i boxning vid olympiska sommarspelen 1988
Resultat från boxning vid olympiska sommarspelen 1988 och herrarnas weltervikt. Boxarna vägde under 63,5 kg. Tävlingarna arrangerades i Chamshil Students' Gymnasium i Seoul.

## Medaljörer
| Klass      | Guld                   | Silver                        | Brons               |
| Weltervikt | Robert Wangila · Kenya | Laurent Boudouani · Frankrike | Jan Dydak · Polen   |
| Weltervikt | Robert Wangila · Kenya | Laurent Boudouani · Frankrike | Kenneth Gould · USA |

## Resultat

### Första rundan
| Vinnare                      | Resultat      | Förlorare                 |
| Första rundan                | Första rundan | Första rundan             |
| ---------------------------- | ------------- | ------------------------- |
| Alexander Künzler (FRG)      | 5-0           | Kasmiro Omona (UGA)       |
| Song Kyung-Sup (KOR)         | RSC-2         | William Walsh (IRL)       |
| Abdellah Taouane (MAR)       | 5-0           | Do Tien Tua (VIE)         |
| Siegfried Mehnert (GDR)      | 5-0           | José Ortiz (PUR)          |
| Fidele Mohinga (CAF)         | 5-0           | Adão Nzuzi (ANG)          |
| Maselino Francis Masoe (ASA) | RSC-1         | Pedro Fria (DOM)          |
| Alfred Addo Ankamah (GHA)    | KO-1          | Boston Simbeye (MAW)      |
| Kenneth Gould (USA)          | 4-1           | Joseph Marwa (TAN)        |
| Sören Antman (SWE)           | RSC-2         | Isimeli Lesivakarua (FIJ) |
| Joni Nyman (FIN)             | 4-1           | Manuel Sobral (CAN)       |
| Vladimir Eresjtjenko (URS)   | 5-0           | Yoshiaki Takahashi (JPN)  |
| Dimus Chisala (ZAM)          | RSC-2         | Wanderley Oliveira (BRA)  |

### Andra rundan
| Vinnare                      | Resultat     | Förlorare                  |
| Andra rundan                 | Andra rundan | Andra rundan               |
| ---------------------------- | ------------ | -------------------------- |
| Adewale Adgebusi (NGR)       | KO-1         | Joseph Dary (ANT)          |
| Javier Martínez (ESP)        | 5-0          | Lucas Januario (MOZ)       |
| Jan Dydak (POL)              | 4-1          | José García (VEN)          |
| Humberto Aranda (CRC)        | RSC-2        | Asomua Naea (SAM)          |
| Abdoukerim Hamidou (TOG)     | DSQ-3        | Francisc Vaştag (ROU)      |
| Khristo Furnigov (BUL)       | KO-1         | Gregory Griffiths (BAR)    |
| Robert Wangila (KEN)         | RSC-2        | Đorđe Petronijević (YUG)   |
| Khaidan Gantulga (MGL)       | RSC-2        | Richard Hamilton (JAM)     |
| Laurent Boudouani (FRA)      | 4-1          | Imre Bacskai (HUN)         |
| Darren Obah (AUS)            | RSC-3        | Abdullah al-Barwani (OMA)  |
| Song Kyung-Sup (KOR)         | 5-0          | Alexander Künzler (FRG)    |
| Siegfried Mehnert (GDR)      | 5-0          | Abdellah Taouane (MAR)     |
| Maselino Francis Masoe (ASA) | RSC-2        | Fidele Mohinga (CAF)       |
| Kenneth Gould (USA)          | 5-0          | Alfred Addo Ankamah (GHA)  |
| Joni Nyman (FIN)             | 5-0          | Sören Antman (SWE)         |
| Dimus Chisala (ZAM)          | RSC-1        | Vladimir Eresjtjenko (URS) |

### Tredje rundan
| Vinnare                 | Resultat      | Förlorare                    |
| Tredje rundan           | Tredje rundan | Tredje rundan                |
| ----------------------- | ------------- | ---------------------------- |
| Adewale Adgebusi (NGR)  | 5-0           | Javier Martínez (ESP)        |
| Jan Dydak (POL)         | 4-1           | Humberto Aranda (CRC)        |
| Khristo Furnigov (BUL)  | 5-0           | Abdoukerim Hamidou (TOG)     |
| Robert Wangila (KEN)    | AB-2          | Khaidan Gantulga (MGL)       |
| Laurent Boudouani (FRA) | 5-0           | Darren Obah (AUS)            |
| Song Kyung-Sup (KOR)    | 3-2           | Siegfried Mehnert (GDR)      |
| Kenneth Gould (USA)     | 5-0           | Maselino Francis Masoe (ASA) |
| Joni Nyman (FIN)        | 5-0           | Dimus Chisala (ZAM)          |

### Kvartsfinaler
| Vinnare                 | Resultat      | Förlorare              |
| Kvartsfinaler           | Kvartsfinaler | Kvartsfinaler          |
| ----------------------- | ------------- | ---------------------- |
| Jan Dydak (POL)         | 4-1           | Adewale Adgebusi (NGR) |
| Robert Wangila (KEN)    | 5-0           | Khristo Furnigov (BUL) |
| Laurent Boudouani (FRA) | 3-2           | Song Kyung-Sup (KOR)   |
| Kenneth Gould (USA)     | 5-0           | Joni Nyman (FIN)       |

### Semifinaler
| Vinnare                 | Resultat    | Förlorare           |
| Semifinaler             | Semifinaler | Semifinaler         |
| ----------------------- | ----------- | ------------------- |
| Robert Wangila (KEN)    | WO          | Jan Dydak (POL)     |
| Laurent Boudouani (FRA) | 4-1         | Kenneth Gould (USA) |

### Final
| Vinnare              | Resultat | Förlorare               |
| Final                | Final    | Final                   |
| -------------------- | -------- | ----------------------- |
| Robert Wangila (KEN) | KO-2     | Laurent Boudouani (FRA) |